# Черныши (Черкасская область)
Черныши́ (укр. Черниші) — село в Каневском районе Черкасской области Украины.
Население по переписи 2001 года составляло 209 человек. Занимает площадь 1,34 км². Почтовый индекс — 19011. Телефонный код — 4736.
В селе родился Герой Советского Союза Константин Шумский.

## Местный совет
19011, Черкасская обл., Каневский р-н, c. Черныши